# Answer (Cheeky Paradeの曲)
「Answer」（アンサー）は、Cheeky Paradeの配信限定シングル。2018年2月14日にiDOL Streetから発売された。なお、山本真凜、鈴木真梨耶は留学による活動休止中のため本作には参加していない。2018年7月31日にCheeky Paradeは解散したため、本作が最後にリリースされた作品となった。

## 背景とリリース
「イベント会場/mu-moショップ限定商品」（ミュージックカード×6形態）の1種6形態で発売。ミュージックカードのみのリリースで、CDは未発売。キャッチ・コピーは「Cheeky Paradeの存在理由は、ここにある―。」。
2018年1月3日にZepp TOKYOで行われた『TOKYO IDOL PROJECT × @JAM ニューイヤープレミアムパーティー2018』で本作のリリースが発表された。
収録曲についてメンバーの島崎莉乃がブログで下記のように解説している。
- 「Answer」は前作「僕らの歌」に引き続き日本に残っているメンバーで作詞している。Cheeky Paradeとして過ごしてきた6年間を思い返して出した答えが歌われている。
- 「marigold」は島崎が原案を考えた「苦い、恋の、曲」。失恋の曲ではあるがあまり「失恋」という一言で済ませてはいけない曲である。ほぼ全員が成人した今、私たちが恋愛を歌う時にどんな想いが等身大なのだろう？と考え、女の子の「ずるさ」を表現している。
- 「I Don't Care」はHOME MADE 家族のKUROが作詞している。メンバーが日頃から思っている鬱憤や不満、思っている正直な気持ち、やりたいこと、とにかく、言いたいことを包み隠さずに曝け出している。このなかで永井が「Who's that bitch!?」と歌っているが、「bitch」を自主規制音や無音で被せるといた処理は施されていない。それでもSpotifyやApple Music等ではExplicit Contentには指定されていないため、ペアレンタルコントロールで制限することができない。

「marigold」は2017年12月10日に青山RizMで開催された『Cheeky Parade 定期LIVE  〜男性限定〜』で初披露。「Answer」と「I Don't Care」は2018年2月10日に梅田Zeelaで行われた『Cheeky Parade 6周年ツアー』で初披露。新衣装もこの時に初披露されたため、公式サイトでのミュージックカードの紹介が発売日まで残り5日という段階で行われた。

## ミュージックビデオ
本作に収録されている3曲のミュージックビデオのショートバージョンが3月29日に、フルバージョンが4月25日にYouTube上で公開された。販売はされていない。
「Answer」のミュージックビデオは、スタジオでメンバーが輪になって笑顔や真剣な表情で歌唱している様子や、2月18日に行われた「Cheeky Parade 6周年ツアー 東京公演」でのパフォーマンスで構成されている。「marigold」のミュージックビデオはリリックビデオになっていて、Cheeky Paradeのミュージックビデオでは珍しいダンスシーンがない映像になっている。映像の中に出てくる歌詞は全て島崎の手書きである。「I Don't Care」のミュージックビデオは全てライブ映像で出来ている。曲中に永井が中指を立てる振付があるが、ミュージックビデオではモザイク処理されている。
なお、これらのミュージックビデオには全て歌詞が表示されている。ミュージックカードには歌詞カードが付かないため、公式な歌詞はこれらのミュージックビデオを見て確認することになる。「I Don't Care」の歌詞ににある「bitch」は「bxxxh」と伏字で表示されている。

## 収録曲
作詞者名、作曲者名はNexToneの作品データベースに登録されている内容に基づいて記述する。編曲者名はAWAの楽曲クレジットで表示される内容に基づいて記述する。
1. Answer
作詞：Cheeky Parade, etsuco, B.M.H 作曲・編曲：HIKIE
2. marigold
作詞：etsuco 作曲：etsuco, HIKIE 編曲：HIKIE
3. I Don't Care
作詞：KURO 作曲：KURO, HIKIE 編曲：HIKIE

Instrumentalは一切配信されていない。

## 音楽配信
本作も先行配信がなく、ミュージックカードの発売日にあたる2月14日にミュージックカードに収録されている3曲が配信された。ハイレゾ音源は配信されなかった。

## イベント
ミュージックカードはCDショップ店頭では販売されないので訪店イベントは行われないはずだが、本作でもリリースイベントが開催された。また、mu-moショップ/S.P.Cショップイベントの会場はプレミアホールに戻った。本作ではPeriscopeを利用したネットサイン会が行われる。
| 日程                       | 公演名                              | 会場                            | 備考 |
| -------------------------- | ----------------------------------- | ------------------------------- | --- |
| 2018年1月28日              | 発売記念イベント                    | モラージュ柏モラージュ広場      | 2部制。ミニLIVE&メンバー全員グループ握手会 |
| 2018年2月14日              | 発売記念イベント                    | SHIBUYA TSUTAYA                 | メンバー全員グループ握手会 |
| 2018年2月15日              | 発売記念イベント                    | HMV&BOOKS SHIBUYA               | メンバー全員グループ握手会 |
| 2018年2月1日 2018年2月23日 | ネットサイン会                      | Periscope                       | [ 9 ] [ 10 ] |
| 2018年3月17日              | mu-moショップ/S.P.Cショップイベント | プレミアヨコハマ プレミアホール | mu-moショップで販売された参加券付き商品購入者対象。個別ショート握手会、個別ミディアム握手会、個別ロング握手会、個別超ロング握手会(以上各2部制)、個別写メ or チェキ撮影会、グループ写メ or チェキ撮影会＋推しメンサインポスタープレゼント、個別サイン会、自撮り2ショット撮影会 |

本作のリリースが『Cheeky Parade 6周年ツアー』と重なり、第1部終了後にミュージック・カード購入者対象の個別握手会が行われた。なお、個別撮影会はグッズ購入者対象で行われた。3月31日に品川グランドホールで行われた『東京アイドル劇場プレミアム Cheeky Parade公演』終演後にミュージックカード購入者対象に行われた特典会で、グループ握手会、個別撮影会、グループ撮影会が開催された。これがCheeky Paradeにとって最後の撮影会となる。

### ミュージック・ビデオ（フルバージョン）
- Cheeky Parade / Answer - YouTube
- Cheeky Parade / marigold - YouTube
- Cheeky Parade / I Don't Care - YouTube

### ミュージック・ビデオ（ショートバージョン）
- Cheeky Parade / Answer - YouTube
- Cheeky Parade / marigold - YouTube
- Cheeky Parade / I Don't Care - YouTube